# Frontera entre China y Kirguistán
La frontera entre China y Kirguistán es el lindero internacional que separa los territorios de la República Popular China y la República Kirguisa. Fue establecida como frontera internacional con la disolución de la Unión Soviética en 1991.

## Descripción

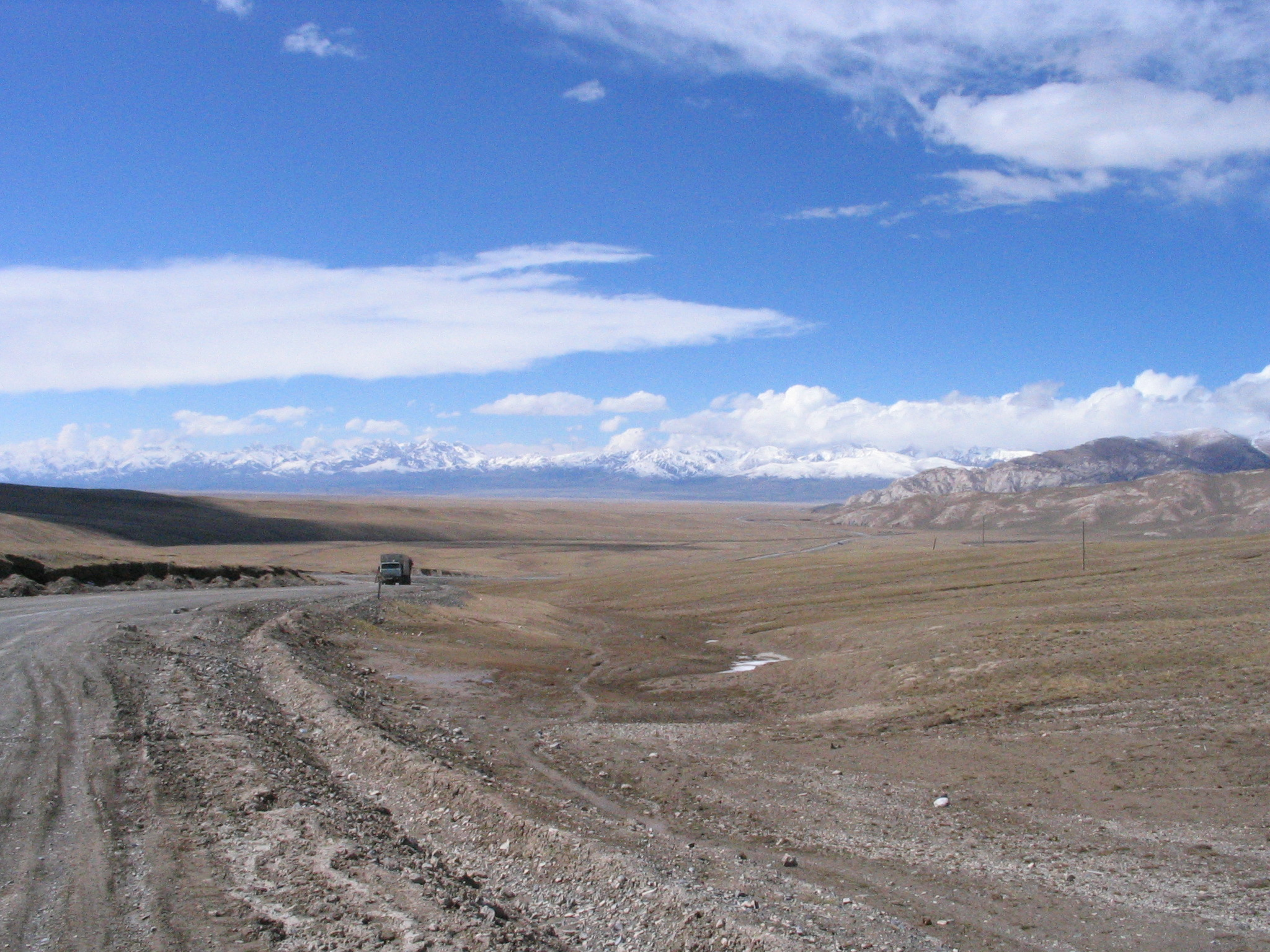
Ruta que conduce al paso de Torugart.

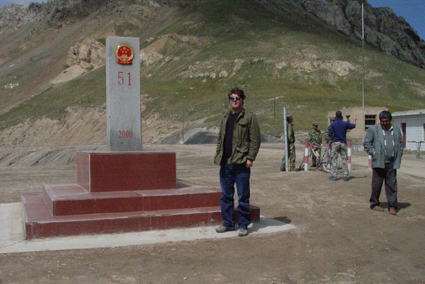
Hito de China en el paso de Torugart

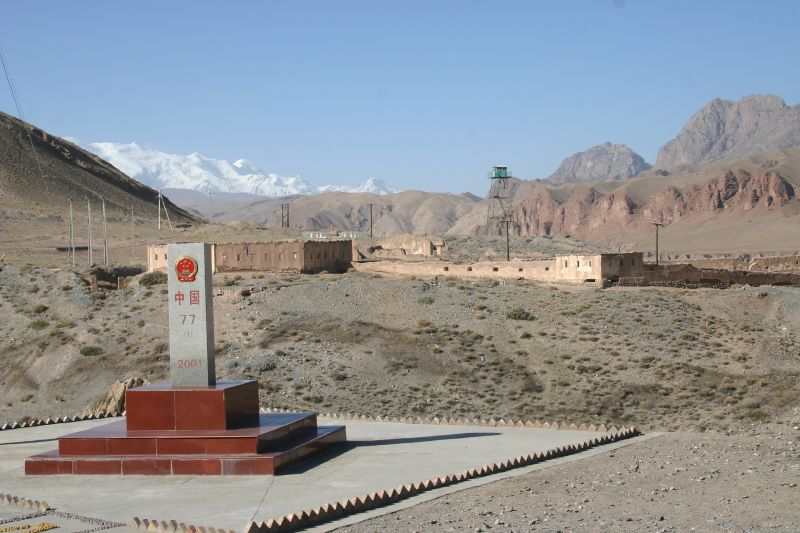
Hito de China el paso de Irkeshtam

Con un longitud total de 858 km, esta frontera sigue una dirección suroeste-noreste y discurre por los montes Tian Shan (quinto relieve más elevado del mundo). Comienza en el trifinio con el Tayikistán y termina en el trifinio con Kazajistán. Actualmente hay dos puntos de paso: el paso de Torugart (3.752 metros) y Erkeshtam. Ambos son accesibles para vehículos y se han utilizado desde la antigüedad. Históricamente, también se ha utilizado el paso de Bedel, más al este de las montañas de Tian Shan.